# William Gruber
William (Biller) Gruber, född 1903 i München, död 1965, var en tyskfödd uppfinnare.
1924 emigrerade han till USA och slog sig ner i Portland, Oregon där han försörjde sig som pianoreparatör med stereofotografering som hobby. William fotograferade med två Kodak Bantam Special-kameror monterade på ett trebent stativ där kamerorna var sammankopplade så att de kunde utlösas samtidigt. Vid en av sina resor i mitten av 1938 träffade William Gruber VD:n för Sawyer's Company, Harold Graves, då denne blev intresserad av William Grubers kamerauppsättning. William Gruber presenterade för Harold Graves sin View-Master-idé. 
Harold Graves hade då inte råd att köpa William Grubers uppfinning utan skrev avtal med honom om en procentuell betalning baserat på antal sålda enheter. Denna överenskommelse gällde till William Grubers död . William Gruber fick patent på View-Master 1940 med patentnummer 2 189 285. View-Master presenterades på New York World's Fair 1939 och Golden Gate Exposition 1940 och blev omedelbart en stor succé.